# Marathon van Enschede 1975

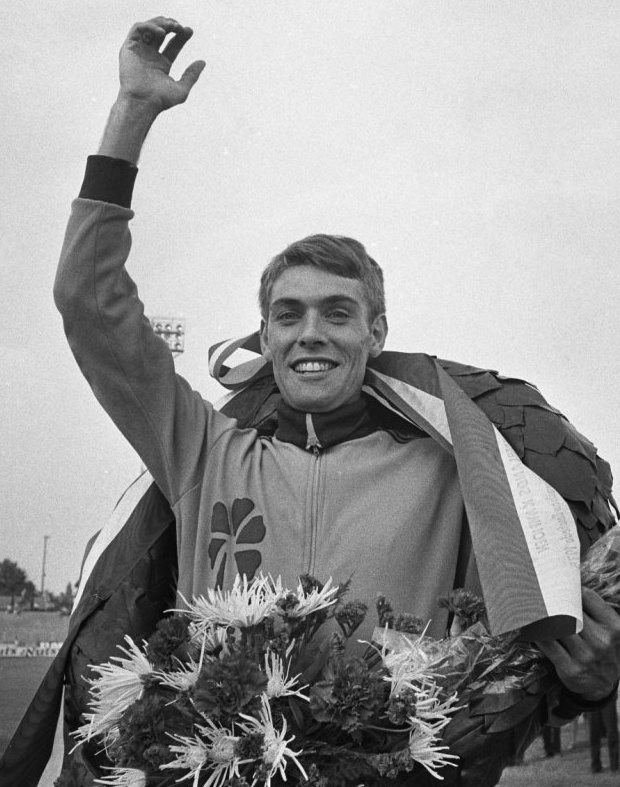
Cor Vriend wint de nationale titel.

De marathon van Enschede 1975 werd gelopen op zaterdag 30 augustus 1975. Het was de vijftiende editie van deze marathon.
De Engelsman Ron Hill finishte evenals in 1973 als eerste in 2:15.59,2. Hij bleef hiermee de Schot Alexander Keith iets minder dan drie minuten voor.
Het evenement deed tevens dienst als Nederlands kampioenschap op de marathon. De nationale titel werd gewonnen door Cor Vriend. De atleet van PSV kwam als achtste over de finish in 2:23.33,5.
Marathonwedstrijden voor vrouwen bestonden er in die tijd nog niet.

## Uitslag

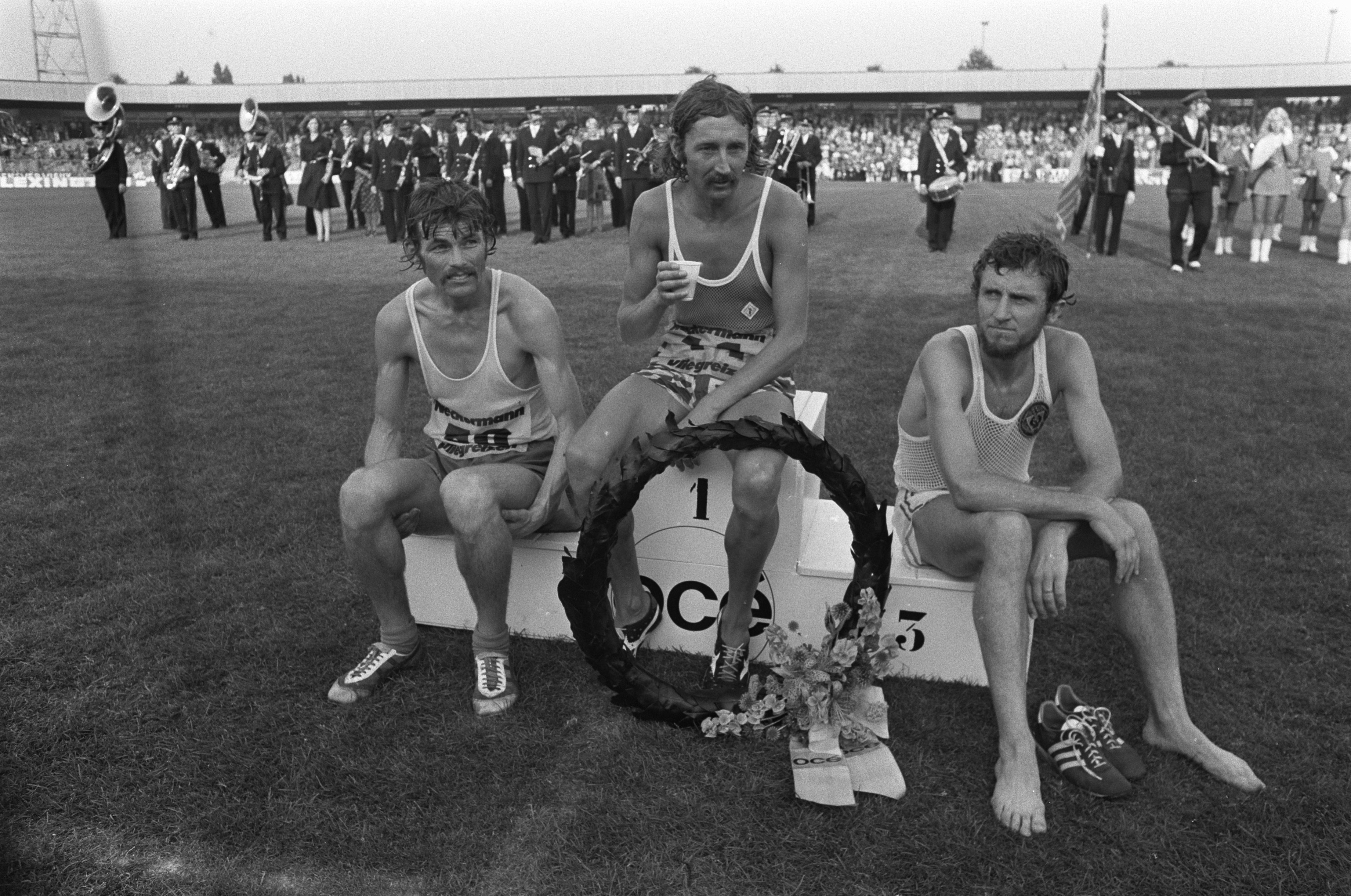
Podium: Alexander Keith, Ron Hill en Brenton Norman

| rang   | naam               | land | tijd      | NK    |
| ------ | ------------------ | ---- | --------- | ----- |
| Goud   | Ron Hill           | ENG  | 2:15.59,2 |       |
| Zilver | Alexander Keith    | SCO  | 2:18.43,9 |       |
| Brons  | Brenton Norman     | AUS  | 2:20.27,8 |       |
| 4      | Barry Watson       | ENG  | 2:20.54,4 |       |
| 5      | Ferenc Szekeres    | HUN  | 2:22.23,6 |       |
| 6      | Peter Fredriksson  | SWE  | 2:22.47,8 |       |
| 7      | Vaclav Mladek      | TCH  | 2:23.00,5 |       |
| 8      | Cor Vriend         | NED  | 2:23.33,5 | 1e NK |
| 9      | Max Coleby         | ENG  | 2:23.29,0 |       |
| 10     | Gordon Thompson    | ENG  | 2:25.11,0 |       |
| 11     | Clovis Morales     | HON  | 2:26.01   |       |
| 15     | Richard Fink       | AUT  | 2:28.14   |       |
| 19     | Johan Kijne        | NED  | 2:29.57,4 | 2e NK |
| 25     | Wim Hol            | NED  | 2:31.23,0 | 3e NK |
| 28     | Ko van der Weijden | NED  | 2:32.26,4 | 4e NK |
| 32     | Pieter Kooy        | NED  | 2:33.26,2 | 5e NK |

1947 ·
1949 ·
1951 ·
1953 ·
1955 ·
1957 ·
1959 ·
1961 ·
1963 ·
1965 ·
1967 ·
1969 ·
1971 ·
1973 ·
1975 ·
1977 ·
1979 ·
1981 ·
1983 ·
1985 ·
1987 ·
1989 ·
1991 ·
1992 ·
1993 ·
1994 ·
1995 ·
1996 ·
1997 ·
1998 ·
1999 ·
2000 ·
2001 ·
2002 ·
2003 ·
2004 ·
2005 ·
2006 ·
2007 ·
2008 ·
2009 ·
2010 ·
2011 ·
2012 ·
2013 ·
2014 ·
2015 ·
2016 ·
2017 ·
2018 ·
2019 ·
2020 · 2021 ·
2022 ·
2023 ·
2024 ·
2025